# Marijan Antolović
Marijan Antolović (Vinkovci, 7. svibnja 1989.), hrvatski nogometni vratar. Trenutačno je vratar vinkovačke Cibalije
Antolović je seniorsku karijeru započeo u Cibaliji iz Vinkovaca. U ljeto 2010. godine odlazi u poljsku Legiu s kojom potpisuje ugovor na 4 godine.
Upisao je jedan nastup za mladu hrvatsku reprezentaciju.